# Eugen Fassbender
Eugen Fassbender (* 28. Mai 1854 in Penzing, heute Wien; † 3. April 1923 in Wien) war ein österreichischer Architekt und Stadtplaner.

## Leben
Fassbender studierte von 1874 bis 1880, unterbrochen vom Militärdienst, an der Technischen Hochschule Wien bei Karl König und Heinrich von Ferstel. Danach besuchte er von 1880 bis 1883 die Akademie der bildenden Künste Wien bei Friedrich von Schmidt.
Als Architekt errichtete er zahlreiche Telefonämter in Wien. Er konzentrierte sich aber mehr auf die Stadtplanung und auf die Publikation von Fachschriften. Beim Wettbewerb für einen Wiener Generalregulierungsplan gewann er 1893 den 2. Preis. Weitblickend war 1898 sein Vorschlag zur Schaffung eines Volksrings, der um die Stadt herum ein Luftreservoir bilden sollte. 1905 wurde diese Idee mit der Errichtung des Wiener Grüngürtels in modifizierter Form verwirklicht. 1905–1908 schuf er einen Generalregulierungsplan für Villach.
Fassbender war seit 1904 Baurat, außerdem Sachverständiger für Städtebau und Gartenarchitektur. Seit 1891 war er Mitglied des Österreichischen Ingenieur- und Architektenvereins, ab 1893 der Genossenschaft der bildenden Künstler Wiens, ab 1908 der Zentralvereinigung der Architekten Österreichs und seit 1913 der Wiener Bauhütte.
1981 wurde die Fassbendergasse in Wien-Hietzing nach ihm benannt.

## Ehrungen
- 1883: Goldene Füger-Medaille
- 1913: Silberne Medaille der Stadt Leipzig (Internationale Baufachausstellung Leipzig 1913)

## Werk (Auswahl)

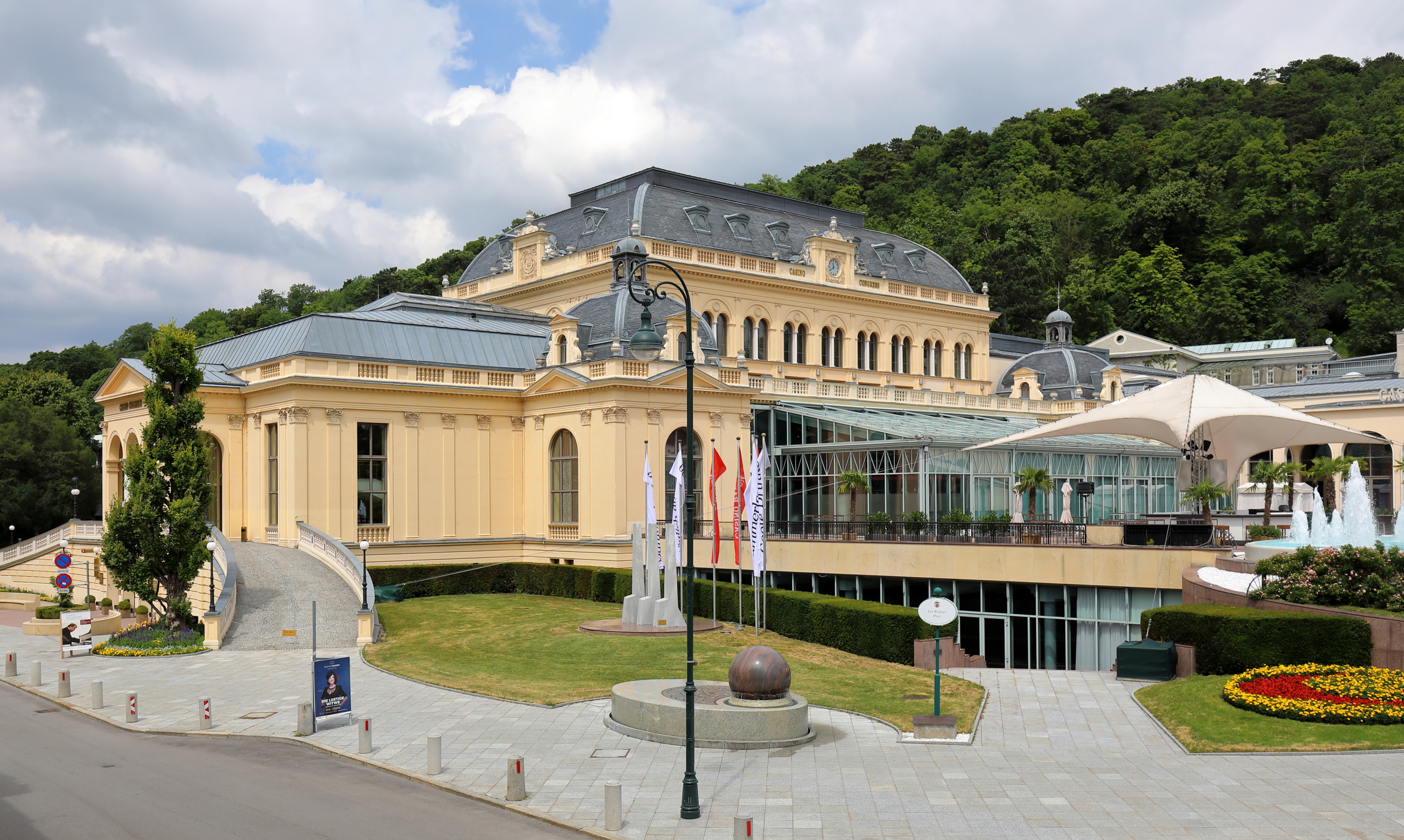
Ehemaliges Kurhaus in Baden mit Maximilian Katscher (1884–1886)

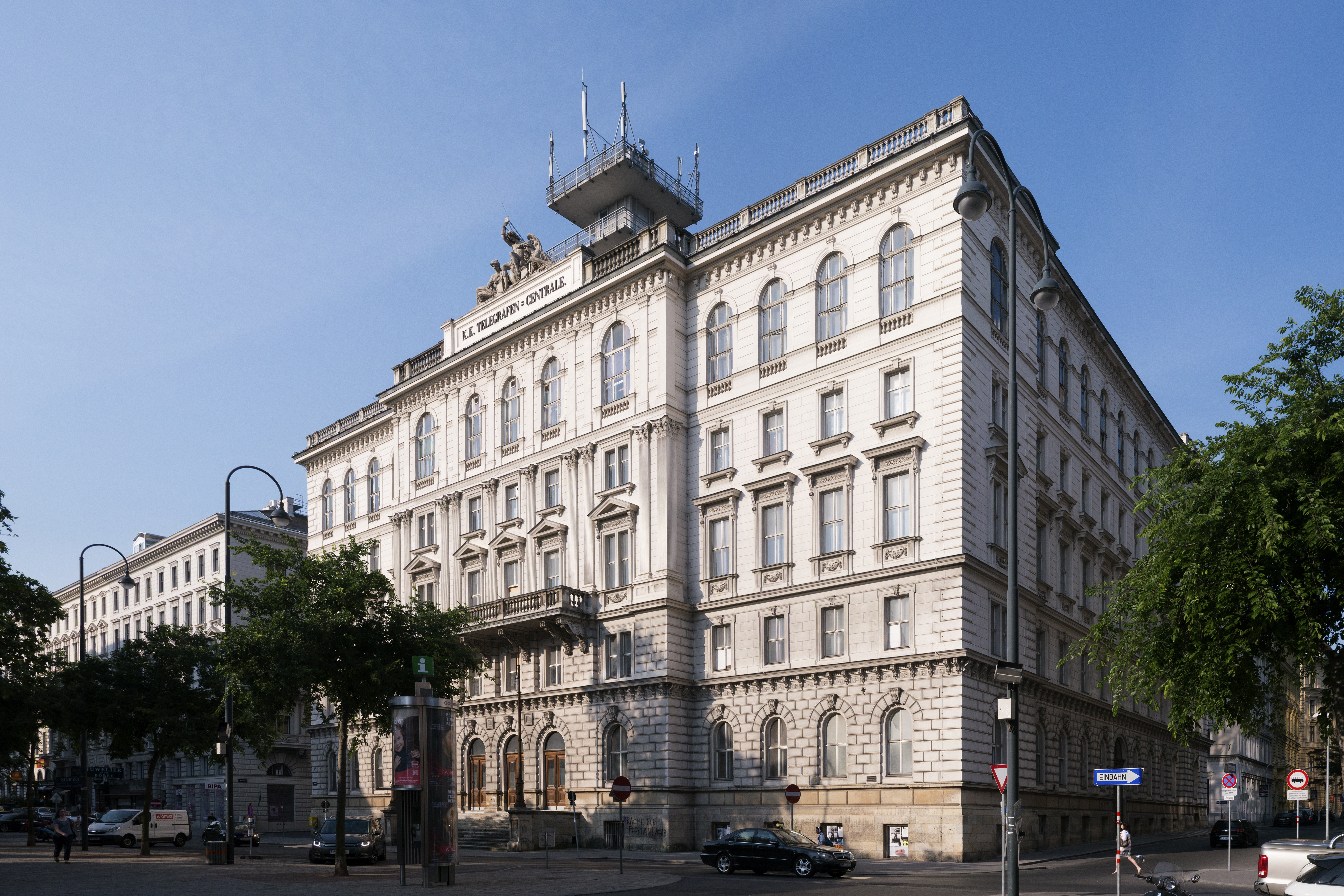
Erweiterungen am ehemaligen Fernmeldegebäude

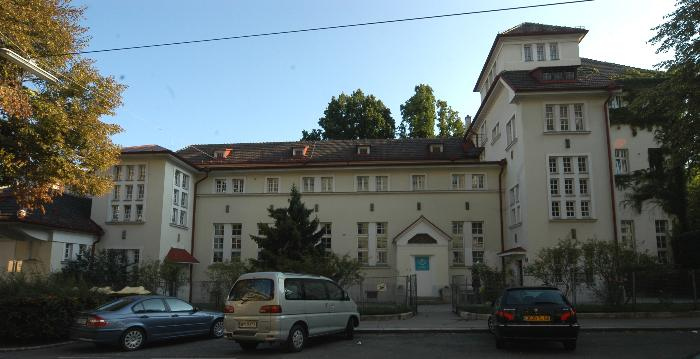
Karolinen-Kinderspital (1913)

### Architektur
- Stadtpfarrkirche Baden bei Wien (1884/1885 Restaurierung und Regotisierung des Chores)
- Ehemaliges Kurhaus in Baden bei Wien (heute Casino Baden), mit Maximilian Katscher (1884/1886)
- Telefonzentrale Lehargasse 7, Wien-Mariahilf (1897/1899)
- Wohnhaus Brahmsplatz 6, Wien-Wieden (1899)
- Geschoßaufbau am Ehemaligen Fernmeldegebäude Börseplatz 1, Wien-Innere Stadt (1902/1905)
- Post- und Telegraphenamt Zollergasse 31, Wien-Neubau (1906)
- Vereinigte Telephon- und Telegraphenfabrik Dresdner Straße 73–75, Wien-Brigittenau (1906)
- Ehemaliges Karolinen-Kinderspital Sobieskigasse 31, Wien-Alsergrund (1913)
- Arbeitersiedlung Josef Wokral-Straße, Steyr (1917/1918)

### Stadtplanung
- Generalregulierungsplan von Lovran (1894)
- Generalregulierungsplan für Brünn (1902)
- Waldtalpromenade bei Bad Kreuzen (1903)
- Generalregulierungsplan von Villach mit Nachbargemeinden (1905/1908)
- Regulierungsplan für die Magdalenen-Vorstadt in Marburg (1908)
- Regulierungsplan für das Theaterviertel in Klagenfurt (1910/1911)
- Generalverbauungsplan für Freiwaldau und Gräfenberg (1911)
- Stadtbauplan für Wiener Neustadt (1912)
- Generalverbauungsplan für Bad Vöslau